# Modchip
Een modchip (modificatiechip) is een geïntegreerde schakeling die gebruikt wordt om spelcomputers te manipuleren, zodat ze geschikt zijn om (illegaal) gekopieerde spellen af te kunnen spelen. Door een modchip in de spelcomputer te plaatsen wordt het systeem zo aangepast, dat deze niet meer (juist) kan controleren of een spel al dan niet (illegaal) gekopieerd is. Ook kan een modchip het mogelijk maken om spellen te kopiëren. Gekopieerde spellen zijn door middel van een modchip niet meer te herkennen, en hiermee komt de authenticiteit in het geding. 

## Methode
Veel spelcomputers zoals de Nintendo Wii, Microsoft Xbox of de Sony PlayStation, staan het niet toe om (illegaal) gekopieerde spellen af te spelen. Dit omdat de fabrikanten van de spelcomputers en de spellen hierdoor inkomsten mislopen, die ze anders binnen zouden krijgen uit de verkoop van de spellen.

### Hardwarematig
Al vele jaren wordt deze 'beperking' omzeild door een modchip (modificatiechip) te gebruiken. Een modchip is een 'speciale' chip, die gebruikt wordt om de hardware van een spelcomputer aan te passen of modificeren, zodat deze toch geschikt is voor het afspelen van (illegaal) gekopieerde spellen. 
Modchips worden op het moederbord gesoldeerd. Door een modchip kan het systeem niet meer (juist) controleren of een spel al dan niet auteursrechtelijk beschermd, dan wel (illegaal) gekopieerd is. Het aanbrengen van een modchip is niet zonder risico, een fout in het aanbrengen kan het systeem namelijk beschadigen. Bovendien verliest de eigenaar van het systeem de garantie bij het plaatsen van de chip.

### Softwarematig
Soms is het ook mogelijk om de apparatuur softwarematig aan te passen. Veel moderne spelcomputers hebben zogenaamde firmware, een chip met software waarop de werking van het systeem beschreven staat. Deze is vaak door de fabrikanten te updaten. Dit biedt echter hackers ook de mogelijkheid deze functie te misbruiken, en zo het systeem bruikbaar te maken voor (illegaal) gekopieerde spellen.

## Wetgeving
Het aanbrengen van een modchip is niet toegestaan in de meeste landen. Dit is omdat modchips het verwijderen of omzeilen van kopieerbeveiligingen van software ten doel hebben. De Nederlandse wetgeving staat dit niet toe. Ook het verspreiden van modchips is om deze reden niet toegestaan.
In Artikel 32a van de Auteurswet staat: "middelen die uitsluitend bestemd zijn om het zonder toestemming van de maker of zijn rechtverkrijgende verwijderen van of het ontwijken van een technische voorziening ter bescherming van een computerprogramma te vergemakkelijken". Het verspreiden of uit winstbejag in bezit hebben van zulke middelen is een misdrijf".
Het kopiëren van de spellen zelf, wordt in Nederland wel toegestaan. Dit omdat het is toegestaan om een thuiskopie te maken, zodat het origineel niet beschadigd hoeft te raken. In Artikel 10 lid 1 sub 12 van de Auteurswet staat beschreven dat een reservekopie voor "computerprogramma's en het voorbereidend materiaal" is toegestaan. Hieronder valt ook software voor consoles.
De Nederlandse wetgeving lijkt hierin dus tegenstrijdig. Een thuiskopie is wel toegestaan mits deze niet op illegale manier verkregen is. Een thuiskopie maken door middel van een modchip is dus niet toegestaan.
De aanbieder van de software kan wel in een licentie-overeenkomst een bepaling opnemen, die het verbiedt om een reservekopie van de software te maken. Artikel 45k zegt alleen dat het maken van een reservekopie geen inbreuk is op het auteursrecht. 